# Warryn Campbell
Warryn Stafford Campbell II (Estados Unidos, 21 de agosto de 1975) é um produtor musical norte-americano.